# HMS Victory

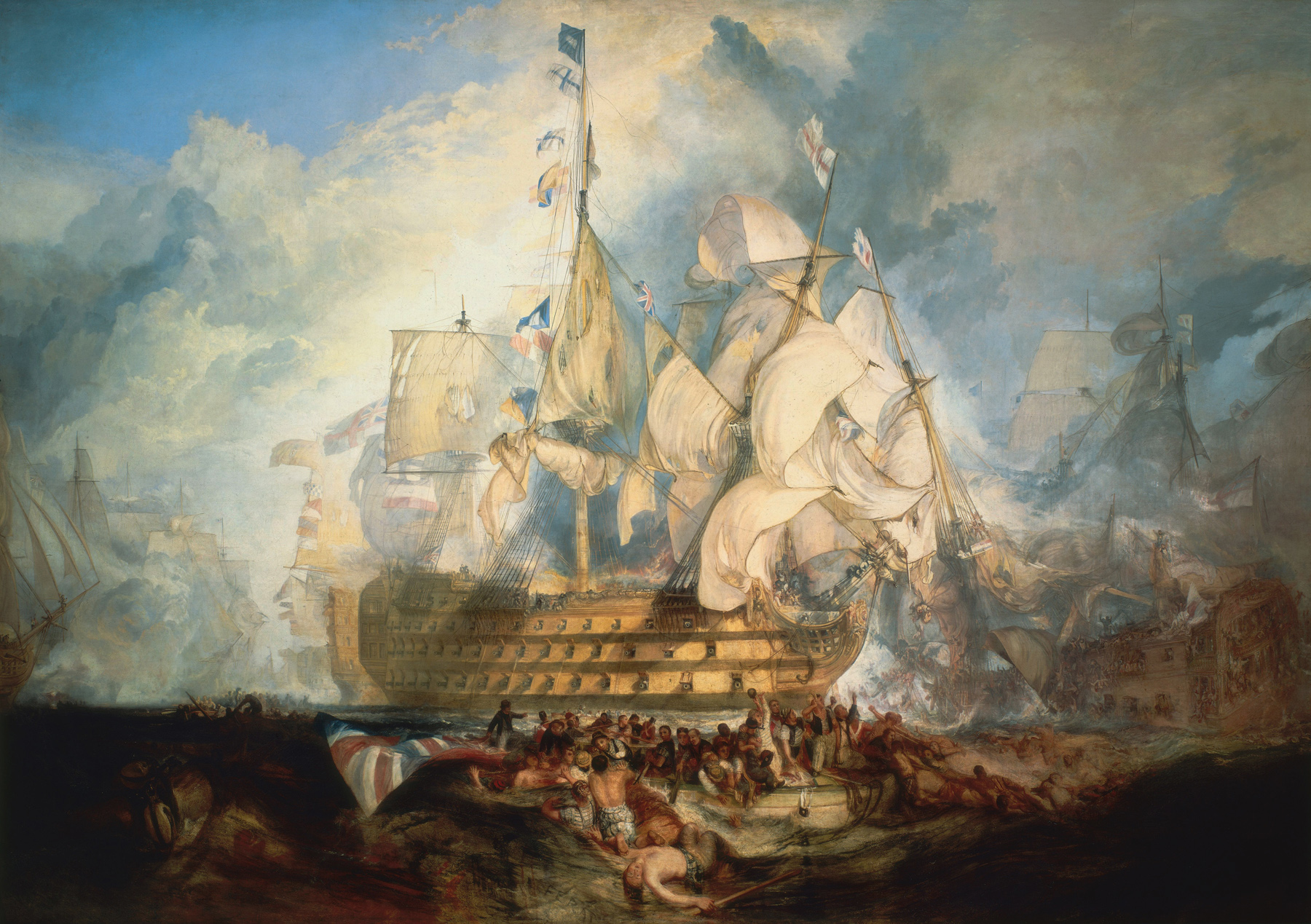
La Victory a Trafalgar nel dipinto di William Turner The Battle of Trafalgar

La HMS Victory è un vascello di prima classe, a tre ponti da 104 cannoni della Royal Navy, costruita negli anni 1760 su progetto di Sir Thomas Slade. Smantellata nel 1800, fu ricostruita nel 1803. Risiede nel suo bacino di carenaggio a Portsmouth come nave museo.

## Descrizione

### Polena
La polena, sostituita nel 1801, porta all'interno di un medaglione i segni delle Armi Reali e dell'Ordine della Giarrettiera. Vi sono due iscrizioni: Honi soit qui mal y pense (sia svergognato chi pensa male) e Dieu et mon droit (Dio e il mio diritto). Il medaglione è sostenuto da due putti e sormontato da una corona.

## Costruzione
Nel dicembre 1758 il sovrintendente del Chatham Dockyard fu incaricato di preparare un bacino di carenaggio per la costruzione di una nuova nave di prima classe da 100 cannoni. Questo era inusuale per l'epoca: nel XVIII secolo furono costruite solo dieci navi di questo tipo; la Royal Navy preferiva navi più piccole e più manovrabili ed era insolito che più di due fossero in servizio simultaneamente.

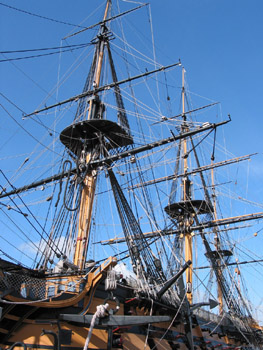
Albero e sartiame della HMS Victory

I piani di costruzione arrivarono nel giugno 1759 ed erano basati sulla HMS Royal George, varata dal Woolwich Dockyard nel 1756. La chiglia fu impostata il 23 luglio 1759 nell'Old Single Dock (ora molo n. 2) e il nome fu scelto nell'ottobre 1760 per commemorare l'Annus Mirabilis o Anno delle Vittorie del 1759. In quell'anno della guerra dei sette anni l'Inghilterra aveva vinto le battaglie terrestri di Québec, Minden e quelle navali di Lagos e Quiberon Bay. Ci furono dubbi sul nome poiché la precedente nave di prima classe Victory era stata persa con l'intero equipaggio nel 1744.
Una volta costruita l'intelaiatura era normale coprire la nave e lasciarla stagionare per diversi mesi, ma a causa della fine della guerra dei sette anni rimase in questa condizione per quasi tre anni, il che ne migliorò la longevità. I lavori ricominciarono nell'autunno 1763 e infine fu varata il 7 maggio 1765. Era costata 63 176 sterline, 3 scellini e per la sua costruzione erano stati utilizzati circa 6 000 alberi (circa il 90% querce poi olmi, pini e abeti).
Non essendoci un immediato impiego, fu posta in riserva ordinaria e per tredici anni rimase al coperto, priva di alberi e collocata in manutenzione generale, ancorata nel fiume Medway, finché la Francia non si unì alla guerra d'indipendenza americana.
Fu commissionata nel 1778 sotto il comando del rear admiral John Campbell (1º capitano) e del capitano Jonathan Faulknor (capitano in seconda), come nave ammiraglia dell'ammiraglio Augustus Keppel. Fu armata con cannoni a canna liscia in ghisa, 30 da 32 e 42 libbre, 30 da 24 libbre e 40 da 12 libbre. Nel 1778 l'ammiraglio Augustus Keppel, che in quell'anno prese il comando del vascello, sostituì i cannoni da 42 libbre con altri da 32 libbre che, anche se avevano una gittata di poco inferiore (3 200 metri contro 3 300 metri), erano assai più maneggevoli nell'angusto spazio del ponte inferiore. Quando nel 1779 Augustus Keppel ammainò l'insegna sulla Victory, che fu riarmata come in origine, sino al 1798, quando fu definitivamente ripreso l'armamento Keppel, aggiungendo a esso anche due carronate da 68 libbre sul castello di prua.

## Servizio
Keppel prese il mare da Spithead il 9 luglio 1778 con 30 vascelli e il 23 luglio avvistò una flotta francese di 29 vele a circa 160 km a ovest di Ushant. L'ammiraglio francese, il conte Louis Guillouet d'Orvilliers, che aveva ordini di evitare la battaglia fu tagliato fuori da Brest ma riuscì a mantenersi sopravento. Due delle sue navi sopravento fuggirono nel porto, lasciandolo con 27 navi. Le due flotte manovrarono con venti mutevoli e un pesante scroscio di pioggia finché la battaglia non divenne inevitabile; la flotta britannica più o meno in colonna e quella francese un po' disordinata, che comunque riuscì a passare sopravento alla flotta britannica con le sue navi più avanzate. Verso un quarto a mezzogiorno la Victory aprì il fuoco contro la 110 cannoni Bretagne e quindi sulla 90 cannoni Ville de Paris. L'avanguardia britannica subì pochi danni ma la retroguardia di sir Hugh Palliser soffrì considerevolmente. Keppel segnalò di virare con la poppa al vento e di seguire la flotta francese, ma Palliser non aderì all'ordine e il combattimento non riprese. Keppel subì un processo, ma fu scagionato, mentre Palliser fu criticato da un'inchiesta finché l'affare non si trasformò in uno scontro politico.
Nel marzo 1780 lo scafo sotto alla linea di galleggiamento fu rivestito con 3 923 fogli di rame per proteggerlo dai Teredinidi.
Il 2 dicembre 1781 la Victory - ora al comando del capitano Henry Cromwell e nave ammiraglia del viceammiraglio Richard Kempenfelt - navigò con altri undici vascelli, una 50 cannoni e cinque fregate, per intercettare un convoglio partito da Brest il 10 dicembre. Ignorando il fatto che il francese Conte di Guichen disponeva di ventuno vascelli, quando Kempenfelt avvistò le navi il 12 dicembre ordinò l'inseguimento e iniziò la seconda battaglia di Ushant. Notò la superiorità numerica francese e si accontentò di catturare quindici navi del convoglio. I francesi furono dispersi da una burrasca e forzati a tornare in porto.
Nel 1796 era al comando del capitano Robert Calder (primo capitano) e del capitano George Grey (secondo capitano) sotto la bandiera dell'ammiraglio sir John Jervis. Il 18 gennaio 1797 salpò da Tagus e, dopo essere stata rinforzata il 6 febbraio da altre cinque navi dalla Gran Bretagna, la sua flotta consisteva di quindici vascelli e sei fregate. Il 14 febbraio la fregata portoghese Carlotta, comandata da uno scozzese di nome Campbell sotto contratto portoghese, riferì della vicinanza di una flotta spagnola. Jervis manovrò per intercettarla scontrandosi nella battaglia di Capo San Vincenzo con gli spagnoli, uscendone vincitore. Horatio Nelson al comando della HMS Captain giocò un ruolo decisivo anche in questa battaglia.

## Smantellamento e ricostruzione
Nel febbraio 1798 la Victory era stazionata a Chatman al comando del tenente di vascello (Lieutenant) J. Rickman. L'8 dicembre, giudicata ormai inadatta al servizio come nave da guerra, fu destinata a essere convertita in nave ospedale per ospitare i prigionieri di guerra feriti francesi e spagnoli. Nel 1799 Rickman fu sostituito dal tenente di vascello J. Busbridge.
Comunque l'8 ottobre 1799 la HMS Impregnable al largo di Chichester, si arenò nel viaggio di ritorno a Portsmouth dopo aver scortato un convoglio diretto a Lisbona. Non essendo possibile recuperarla fu smantellata. Di conseguenza, per riempire la mancanza di una nave di prima classe, l'Ammiragliato decise di ricondizionare la Victory. I lavori iniziarono nel 1800 ma con il loro procedere si scoprirono di continuo nuovi difetti e i lavori di riparazione si trasformarono in una ricostruzione estesa. Il costo finale fu di 70 933 sterline contro un preventivo iniziale di 23 500.
Fu portata da 100 a 104 cannoni, la santabarbara rivestita in rame e rimaneggiato lo specchio di poppa sostituendo la struttura a gallerie aperte (con balconate e ricchi ornamenti, tipici del XVIII secolo) con uno schema ottocentesco più sobrio a gallerie chiuse. Furono rimpiazzati la polena e l'albero maestro, riverniciata cambiando lo schema di colori dal rosso al nero e giallo attuale. I portelloni dei cannoni, originariamente dipinti di giallo in armonia con lo scafo, furono più tardi ridipinti in nero, dando origine a un disegno chiamato Nelson chequer ("scacchiera di Nelson"), poi adottato da tutte le navi della Royal Navy dopo la battaglia di Trafalgar. I lavori terminarono l'11 aprile 1803 e la nave lasciò Portsmouth il 14 maggio al comando di Samuel Sutton.

## La Victory di Nelson
Lord Nelson innalzò la sua insegna sulla Victory il 16 maggio 1803 e partì il 20 maggio per assumere il comando della Flotta del Mediterraneo. Nelson si trasferì sulla più veloce fregata HMS Amphion il 23 maggio.

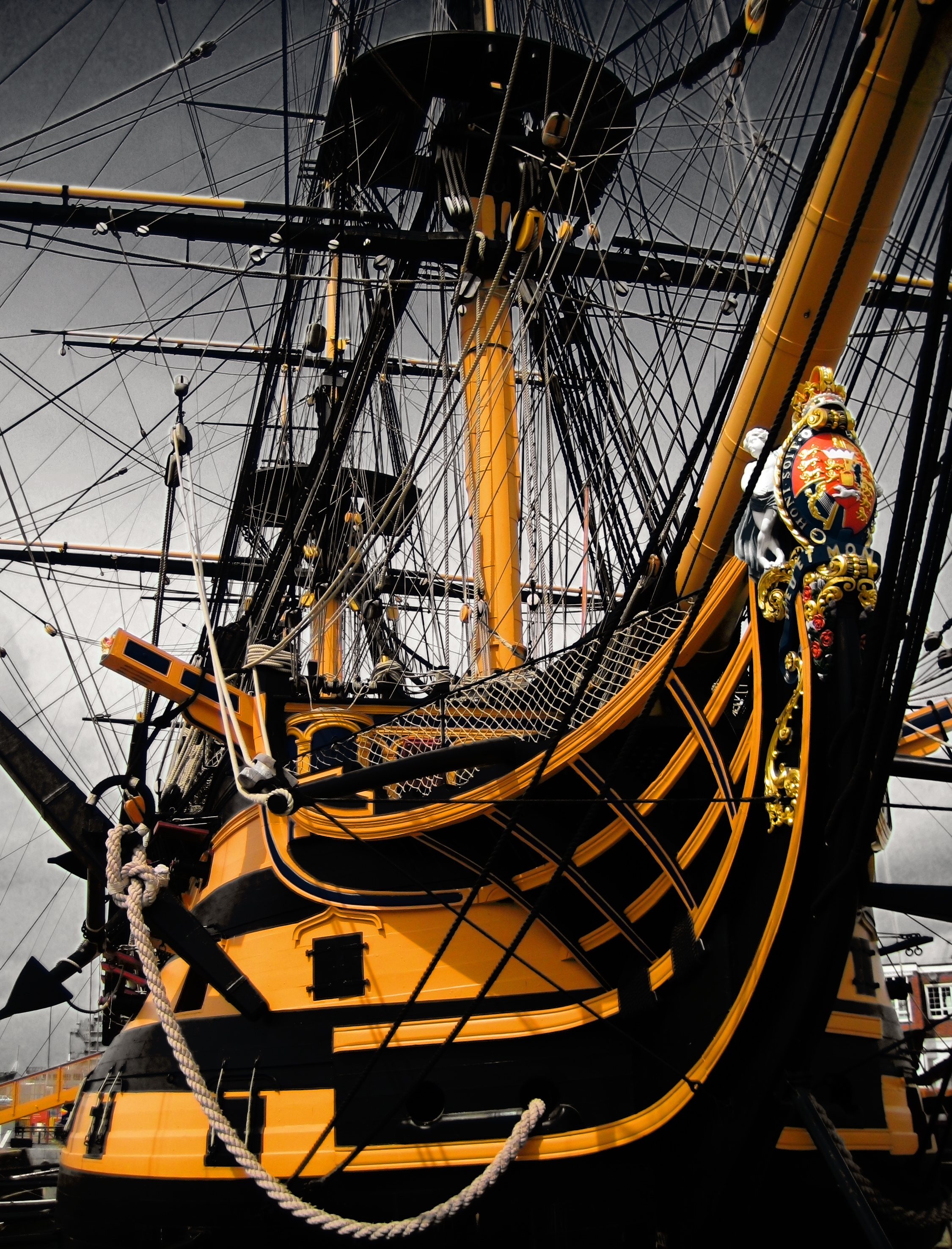
Vista di prua della Victory

Il 28 maggio il capitano Sutton catturò la 32 cannoni francese Embuscade, in viaggio verso Rochefort da Saint-Domingue. La Victory si riunì con Lord Nelson al largo di Tolone il 3 luglio quando il capitano Sutton scambiò il comando con quello del capitano della Amphion Thomas Masterman Hardy.
Il 4 aprile 1805, mentre la Victory stava transitando di fronte all'isola di Bocas del Toro, la HMS Phoebe portò la notizia che la flotta francese al comando di Pierre-Charles Villeneuve era sfuggita da Tolone. Mentre Nelson faceva rotta per la Sicilia per controllare se i francesi fossero diretti in Egitto, Villeneuve entrava in Cadice per unirsi alla flotta spagnola. Il 7 maggio Nelson raggiunse Gibilterra e ricevette le sue prime notizie certe. Il 10 maggio la flotta britannica completò il rifornimento a Lagos Bay in Portogallo, e due giorni dopo fece vela verso occidente composta da dieci navi e tre fregate, all'inseguimento della flotta combinata franco-spagnola di diciassette navi. Arrivati alle Indie occidentali scoprirono che il nemico aveva fatto nuovamente vela per l'Europa dove Napoleone Bonaparte le stava aspettando con la sua forza d'invasione a Boulogne.
Il 22 luglio la flotta combinata venne coinvolta in una battaglia senza esito nella nebbia al largo di Ferrol contro lo squadrone dell'ammiraglio sir Robert Calder e dovette fermarsi tre giorni a Vigo e Ferrol per sbarcare i feriti e abbandonare tre navi danneggiate. Il 14 agosto, al largo di Ushant, la flotta di Calder e il 15 agosto quella di Nelson si unirono alla flotta del canale dell'ammiraglio Cornwallis. Nelson proseguì per l'Inghilterra a bordo della Victory lasciando la Flotta del Mediterraneo al comando di Cornwallis che distaccò venti dei suoi trentatré vascelli e li mandò agli ordini di Calder a cercare la flotta combinata a Ferrol. Il 19 agosto arrivò la preoccupante notizia che il nemico era partito, seguita dalla rassicurante notizia che era rientrato a Cadice due giorni dopo. La sera di sabato 28 settembre Nelson si riunì segretamente con la flotta di Collingwood al largo di Cadice.
Il mattino del 19 ottobre, quando apprese che sarebbe stato rimosso dal comando l'ammiraglio Villeneuve prese il mare con le sue navi, prima facendo rotta verso il Mediterraneo, ma poi curvando verso nord e la flotta inglese, dando inizio alla battaglia di Trafalgar. Nelson aveva già preparato i suoi piani: rompere la linea nemica due o tre navi davanti a quella del loro comandante in capo al centro e vincere prima che l'avanguardia potesse arrivare in aiuto. Nella realtà il vento irregolare rallentò le manovre. Per cinque ore dopo l'ultimo segnale di manovra di Nelson le due colonne di navi inglesi avvicinarono la linea francese prima che la HMS Royal Sovereign, che conduceva la colonna di sottovento potesse aprire il fuoco contro la Fougueux. Venticinque minuti dopo la Victory ruppe la linea tra la Bucentaure e la Redoutable sparando una doppia bordata nella poppa della Redoutable da una distanza di pochi metri. Le due navi continuarono a combattere fianco a fianco fino a che la HMS Temeraire non affiancò sull'altro lato la Redoutable, che colpita dalle bordate inglesi su entrambi i fianchi si arrese. Alle 14:30 la Victory usciva dal combattimento, il suo albero di contromezzana era stato abbattuto, molti degli altri alberi erano stati gravemente danneggiati, la sua stiva e lo scafo colpiti più volte. Nel frattempo alle 13:25 Nelson era stato ferito mortalmente da un cecchino francese e morì alle 16:30, dopo aver insistito per indossare tutte le medaglie e decorazioni ed essere stato informato della brillante vittoria.
Il bottino di guerra inglese ammontò a più di nove navi francesi e dieci navi spagnole: di queste, due sfuggirono, quattro vennero affondate e otto affondarono in una tempesta che scoppiò dopo la battaglia. La Victory subì 57 morti e 102 feriti, il totale dei morti della flotta franco-spagnola ammontò a 6 953 uomini, quelli della flotta inglese a 448 morti e 1 241 feriti. Con questa vittoria la potenza marina della Francia e della Spagna era stata distrutta e ogni minaccia di invasione napoleonica dell'Inghilterra annullata, l'Inghilterra avrebbe dominato i mari incontrastata per tutto il secolo successivo.

## Dopo Trafalgar
La Victory trasportò il corpo di Nelson in Inghilterra dove venne sepolto nella Cattedrale di St Paul il 6 gennaio 1806.

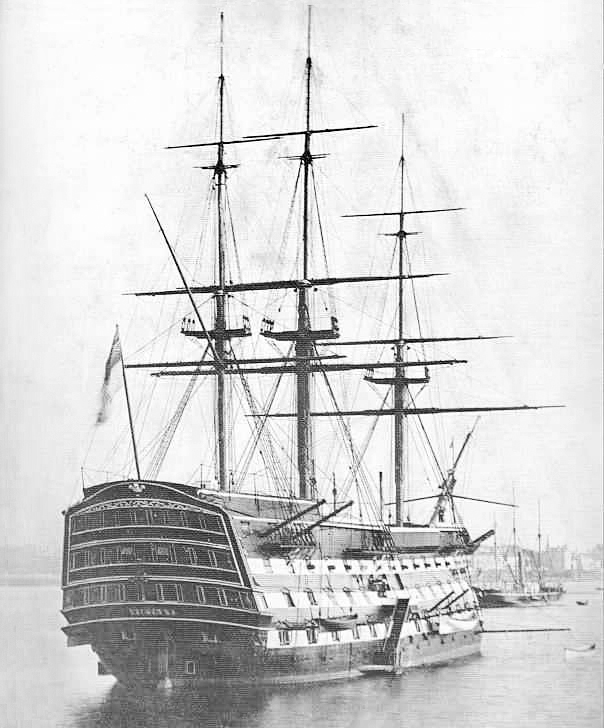
La HMS Victory nel 1884

La Victory dopo Trafalgar partecipò ancora a numerose spedizioni, tra cui due campagne nel mar Baltico al comando dell'ammiraglio sir James Saumarez, che tenne bloccata la flotta russa e mantenne aperti i rifornimenti navali dalla Svezia. Eccetto che per una breve scorta di un convoglio truppe in sostegno al duca di Wellington rimase nel mar Baltico fino al termine della sua carriera attiva, il 7 novembre 1812 quando venne tirata in secca nel porto di Portsmouth Harbour e usata come nave deposito.

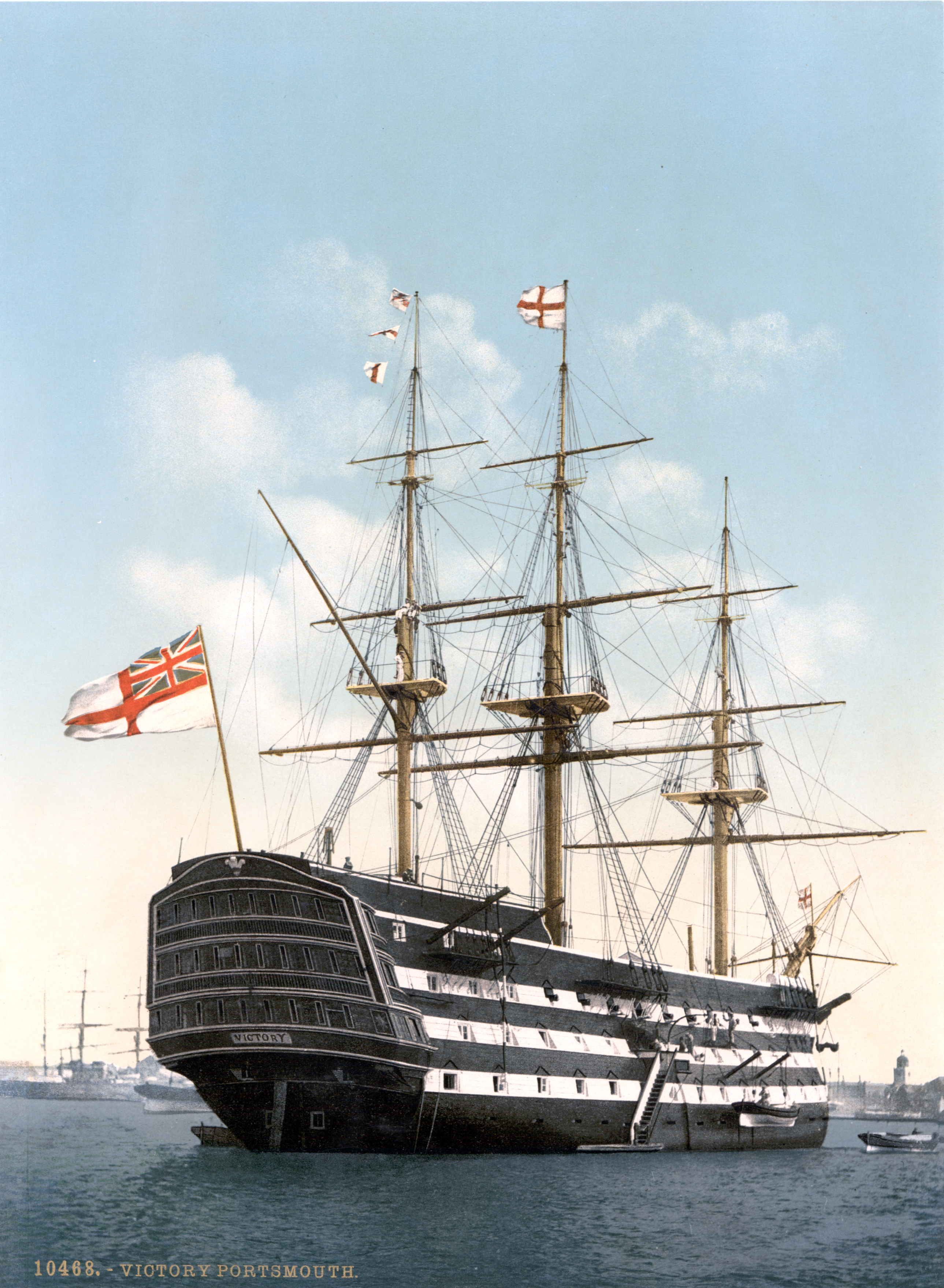
La HMS Victory nel 1900

Si dice che quando Thomas Hardy era il primo lord del mare disse a sua moglie tornando a casa di aver appena firmato un ordine per lo smantellamento della Victory e che questa lo rispedì immediatamente in ufficio ad annullarlo, sebbene probabilmente sia una storia apocrifa.
Nel secolo successivo la Victory si deteriorò lentamente mentre si trovava in secca. Nel 1921, quando iniziò una campagna per salvarla con lo slogan Save the Victory Fund e sotto gli auspici della Society for Nautical Research, era in pessime condizioni. Il risultato della campagna fu che il governo britannico accettò di restaurarla e di preservarla per commemorare Nelson, la battaglia di Trafalgar e la supremazia sui mari della Royal Navy durante e dopo il periodo napoleonico.
Il 12 gennaio 1922 venne spostata nel più grande bacino di carenaggio del mondo (il molo n. 2 di Portsmouth) per essere restaurata. Nel 1928 re Giorgio V poté scoprire una targa celebrante il completamento dei lavori sebbene i lavori di restauro e di manutenzione continuassero sotto la supervisione della Society for Nautical Research. Nel corso degli ultimi anni la nave è stata sottoposta a nuovi estesi restauri per riportarla all'aspetto più simile possibile a quello che aveva a Trafalgar per la celebrazione del bicentenario della battaglia nell'ottobre 2005.
La Victory è ancora in servizio come nave ammiraglia dell'ammiraglio attualmente facente le funzioni di primo lord del mare. Fino al 2012 è stata invece l'ammiraglia del secondo lord del mare. È la più antica nave ancora in servizio, sebbene la USS Constitution, varata trent'anni più tardi, sia la più vecchia nave da guerra ancora in servizio attivo. La Victory attira circa 350 000 visitatori ogni anno nel suo ruolo di nave museo.
Nel dicembre 2011 la Defence Equipment and Support, parte del Ministero della Difesa, ha assegnato un contratto quinquennale di manutenzione e restauro della nave alla BAE Systems. Il restauro della Victory ha un valore stimato di 16 milioni di sterline.
Il 5 marzo 2012 la proprietà della nave è stata trasferita dal Ministero della difesa britannico al HMS Victory Preservation Trust, parte del National Museum of the Royal Navy.